# Christophe Meneau
Christophe Meneau est un ancien joueur désormais entraîneur français de volley-ball né le 31 janvier 1968 à Orléans (Loiret). Il mesure 2,03 m et jouait central. Il totalise 407 sélections en équipe de France.

## Clubs

### Joueur
| Club              | Pays   | De        | À         |
| ----------------- | ------ | --------- | --------- |
| Grenoble UC       | France | 1986-1987 | 1990-1991 |
| Montpellier UC    | France | 1991-1992 | 1991-1992 |
| Scaini Catane     | Italie | 1992-1993 | 1992-1993 |
| Paris SG-Asnières | France | 1993-1994 | 1994-1995 |
| Stade Poitevin    | France | 1995-1996 | 1996-1997 |
| Tourcoing LM      | France | 1997-1998 | 1998-1999 |
| AS Cannes         | France | 1999-2000 | 2005-2006 |

### Entraîneur
| Club      | Pays   | De        | À | Qualité |
| AS Cannes | France | 2006-2007 | … | Adjoint |

## Palmarès

### Joueur
- Championnat de France (1)
  - Vainqueur : 2005
  - Finaliste : 1989, 2004
- Coupe de France (2)
  - Vainqueur : 1994, 1996
  - Finaliste : 1998, 1999

### Entraîneur
- Coupe de France (1)
  - Vainqueur : 2007